# 福祥
福祥，满洲正蓝旗人，是一名清朝政治人物。
福祥曾于1841年接替李宣范任松江府知府一职，1842年由王绍复接任。